# Distrito de Taka
El distrito de Taka (多可郡 Taka-gun?) es un distrito localizado en la prefectura de Hyōgo, Japón. En junio de 2019 tenía una población estimada de 19.837 habitantes y una densidad de población de 107 personas por km². Su área total es de 185,19 km².

## Localidades
- Taka